# Каменский, Пётр Валериевич
Пётр Вале́риевич Каме́нский (1860—1917) — русский общественный деятель и политик, член III Государственной думы от Екатеринославской губернии, член Государственного совета по выборам.

## Биография
Из потомственных дворян Екатеринославской губернии. Землевладелец той же губернии (3177 десятин).
Окончил Харьковскую 3-ю гимназию (1880) и юридический факультет Харьковского университета со степенью кандидата прав (1884). По окончании университета поселился в своем имении Екатеринославской губернии, где посвятил себя общественной деятельности.
Состоял почетным мировым судьей Бахмутского округа (с 1881) и Мариупольского уезда (с 1891), гласным Мариупольского уездного и Екатеринославского губернского земских собраний, а также Мариупольским уездным предводителем дворянства (1899—1913). Поскольку в уезде практически не было дворянства, свою деятельность преимущественно направлял в интересах сельского населения: русских крестьян, бывших немецких колонистов, крестьян-греков и евреев-землевладельцев. Состоял почетным попечителем Екатеринославского реального училища.
Был известным лектором и публицистом. Участвовал в Международном конгрессе по борьбе с пауперизмом, на котором выступил с докладом. В ноябре 1905 года в Москве вступил в Союз 17 октября, а в декабре того же года организовал и возглавил Мариупольский отдел партии. В 1907—1914 годах входил в ЦК партии октябристов.
В 1907 году был избран членом III Государственной думы от Ектеринославской губернии. Входил во фракцию октябристов, был товарищем председателя бюро фракции. Состоял председателем комиссии по вероисповедным вопросам, а также членом комиссий: по старообрядческим делам и по народному образованию.
15 сентября 1915 года был избран членом Государственного совета от Екатеринославского земства вместо князя Н. П. Урусова. Входил в группу центра, с 1916 года был членом её бюро.
В 1917 году был членом Поместного собора Православной церкви по приглашению Святейшего Синода, однако в заседаниях не участвовал.
Умер в 1917 году после продолжительной болезни. Был холост.

## Награды
- Орден Святого Станислава 2-й ст. (1894)
- Орден Святого Владимира 4-й ст. (1897)
- Орден Святой Анны 2-й ст. (1901)

## Сочинения
- Вопрос или недоразумение? К вопросу об иностранных поселениях на Юге России. — Москва, 1895.
- Преподавание гражданской морали в народных школах некоторых государств Западной Европы. — Харьков, 1898.
- На велосипеде из Варшавы в Лондон: письма П.В. Каменского к проф. Л.Е. Владимирову — Москва, 1898.
- В поисках христиан: путевые впечатления. — Екатеринослав, 1904.
- К вопросу о благотворительной организации имени графа Ф.Э. Келлера. — Екатеринослав, 1904.
- Проблема борьбы с бедностью посредством общественной самодеятельности. — Екатеринослав, 1904.
- Врачевание бедности: опыт исторического исследования — Москва, 1909.
- Значение торговопромышленных трестов на Западе и у нас. — Москва, 1909.
- Вероисповедные и церковные вопросы в Государственной думе третьего созыва и отношение к ним "Союза 17 октября". — Москва, 1909.
- О разрушении Александровского хутора для глухонемых. — Москва, 1914.